# Napateco
Napateco är en ort i Mexiko.   Den ligger i kommunen Tulancingo de Bravo och delstaten Hidalgo, i den sydöstra delen av landet, 110 km nordost om huvudstaden Mexico City. Napateco ligger 2 189 meter över havet och antalet invånare är 322.
Terrängen runt Napateco är platt åt nordväst, men åt sydost är den kuperad. Runt Napateco är det ganska tätbefolkat, med 108 invånare per kvadratkilometer. Närmaste större samhälle är Tulancingo, 6,2 km söder om Napateco. I omgivningarna runt Napateco växer huvudsakligen savannskog.